# Weather (Huey Lewis and the News)
Weather è il decimo album in studio del gruppo musicale statunitense Huey Lewis and the News, pubblicato nel 2020.

## Tracce
1. While We're Young – 3:45
2. Her Love Is Killin' Me – 3:41
3. I Am There for You – 4:13
4. Hurry Back Baby – 3:55
5. Remind Me Why I Love You Again – 3:20
6. Pretty Girls Everywhere – 3:23
7. One of the Boys – 3:48

## Formazione
- Huey Lewis – voce, armonica
- Johnnie Bamont – sassofono baritono
- Stef Burns – chitarra, voce
- Johnny Colla – chitarra, sassofono, sequencing, voce
- Bill Gibson – batteria, voce
- James Harrah – chitarra, voce
- Sean Hopper – tastiera, voce
- Marvin McFadden – tromba
- John Pierce – basso
- Rob Sudduth – sassofono tenore